# Eduardo Fernández García
Pour les articles homonymes, voir Eduardo Fernández.
Eduardo Fernández García, né le 4 mars 1966, est un homme politique espagnol membre du Parti populaire (PP).
Il est élu député de la circonscription de León lors des élections générales de novembre 2011.

## Biographie

### Vie privée
Il est marié et père de deux enfants.

### Études et formation
Titulaire d'une maîtrise en droit, il complète sa formation par un diplôme en sciences politiques et administratives et un diplôme en histoire et géographie, de spécialité histoire. Il possède également un master en pensée politique. Il obtient le concours d'avocat et exerce la profession à partir de 1992.

### Responsabilités locales
Il obtient son premier mandat représentatif lorsqu'il est élu conseiller municipal de Ponferrada, sur la liste d'Ismael Álvarez, à l'occasion des élections municipales de mai 1995. Siégeant également au conseil de la comarque du Bierzo, il y occupe les fonctions de porte-parole des élus du Parti populaire. Il est confirmé dans ses deux fonctions après les élections de juin 1999 mais doit abandonner ses mandats en juin 2000 après sa nomination au poste de directeur général à l'Administration territoriale de la Junte de Castille-et-León par la conseillère à la Présidence et à l'Administration territoriale, María José Salgueiro, sous la présidence de Juan José Lucas. Il change d'attributions en juillet 2003 lorsqu'il est désigné délégué territorial de la Junte dans la province de León par le conseiller Alfonso Fernández Mañueco,. Il abandonne de son chef ses responsabilités en février 2004 avant d'être nommé à la même fonction en octobre suivant. Il est révoqué en octobre 2011 afin de pouvoir se présenter lors des élections générales du mois suivant,.

### Député national
Effectivement investi en deuxième position sur la liste d'Alfredo Prada, il est élu au Congrès des députés après que le PP a remporté trois des cinq sièges en jeu. Membre de la commission de l'Équipement et de celle de la Culture, il est d'abord premier secrétaire de la commission du Suivi et de l'Évaluation des accords du pacte de Tolède avant d'en devenir deuxième vice-président en décembre 2012. Il est élu président du Parti populaire de la province de León en novembre 2014.
Lors des élections législatives de décembre 2015, il est promu tête de liste et remporte deux des cinq sièges en jeu. Deuxième vice-président de la commission de la Justice, il est choisi pour occuper les fonctions de porte-parole adjoint à la commission de la Défense, tout en intégrant la commission bicamérale traitant des Relations avec le Défenseur du peuple. Conservant son mandat après la tenue du scrutin anticipé de juin 2016, il devient premier vice-président de la commission de l'Énergie, du Tourisme et du Numérique — rebaptisée en commission de l'Industrie, du Commerce et du Tourisme — ainsi que membre suppléant de la délégation espagnole à l'Assemblée parlementaire de l'OTAN.